# عيد النصر على النازية

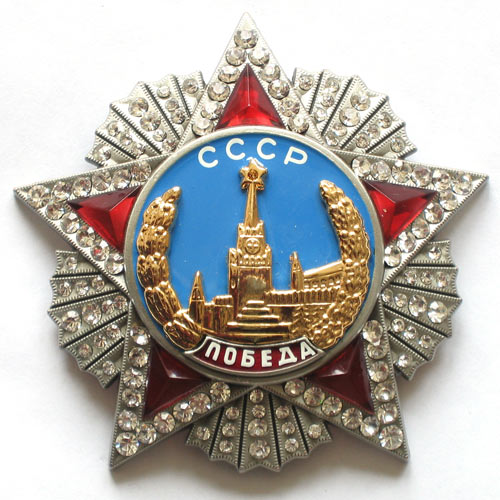
شعار النصر الروسي

عيد النصر على النازية ويسمى اختصارًا عيد النصر (بالروسية: День Победы) تحيي روسيا يوم 9 مايو/آيار من كل عام ذكرى الانتصار على ألمانيا النازية. ويقام عرض عسكري في الساحة الحمراء في موسكو.
وهو عيد وطني تحتفل فيه روسيا وعدد من جمهوريات الاتحاد السوفيتي السابق باستسلام ألمانيا النازية في الحرب العالمية الثانية. وقع هذا الاستسلام في مساء 8 مايو، 1945 (9 مايو بتوقيت موسكو)، وقد سبق هذا الاستسلام استسلام آخر وقعته القيادة الألمانية مع الحلفاء. أعلنت حكومة الاتحاد السوفيتي عن استسلام ألمانيا في 9 مايو، بعد أُعلن هذا الاستسلام في برلين. وأصبح يوم 9 مايو من كل عام يومًا يحتفل به الاتحاد السوفيتي، ومن بعده روسيا بالانتصار على ألمانيا النازية.

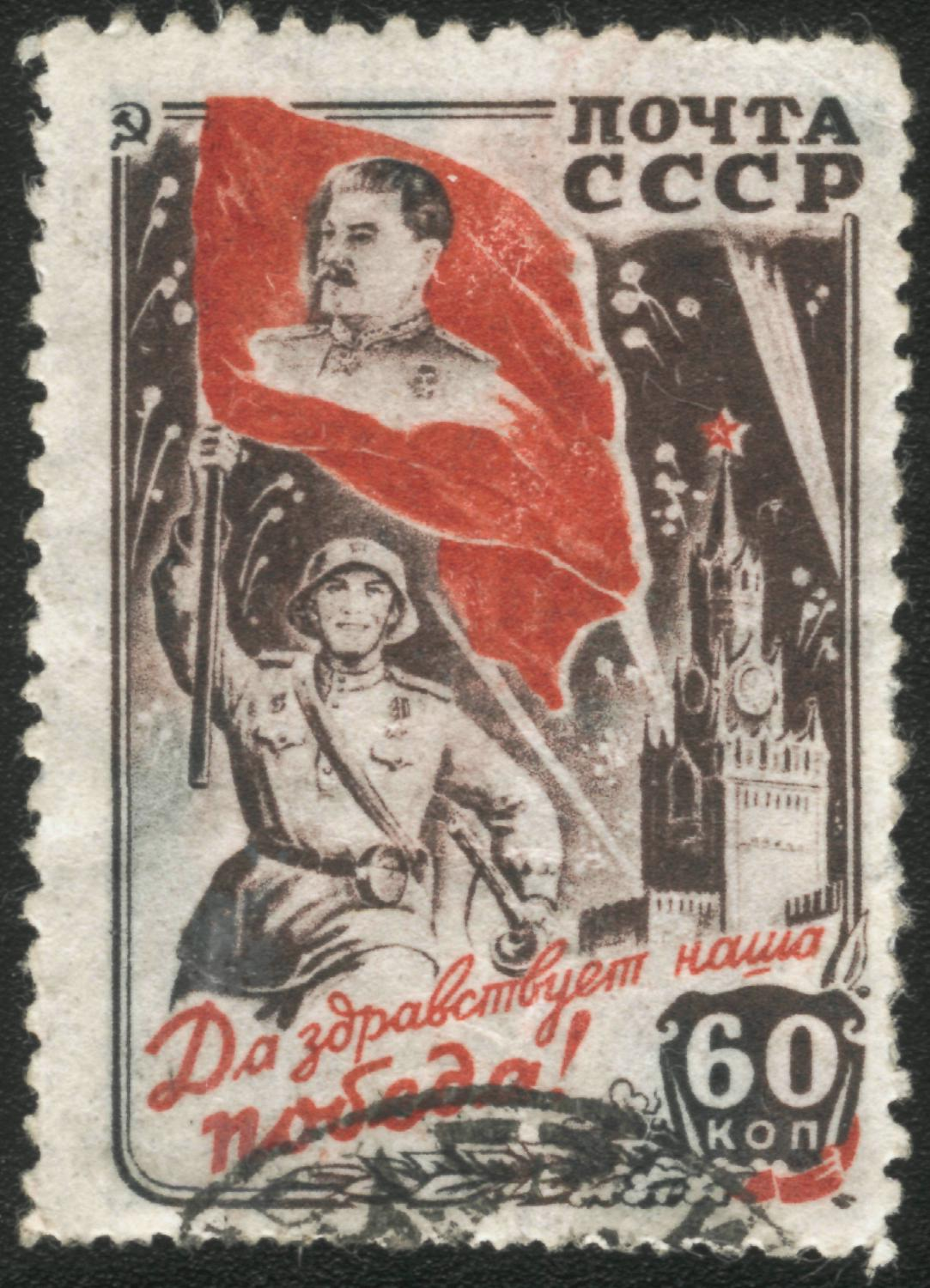
طابع بريد سوفيتي للعام 1945 بمناسبة الاحتفال بيوم النصر

وشارك فيه خلال الذكرة الخامسة والستين عام 2010 للمرة الأولى جنود من دول حلف شمال الأطلسي. ومر نحو عشرة آلاف جندي روسي في الساحة الحمراء إلى جانب نحو ألف عسكري من 13 بلد، بينها فرنسا وبريطانيا وبولندا والولايات المتحدة. وهي المرة الأولى التي تشارك فيها دول أعضاء في الحلف، الذي لا زالت ترى فيه روسيا تهديداً لأمنها.
وتألف العرض من قسمين، الأول «تاريخي» والثاني «معاصر»، وشارك فيه نحو 160 من المعدات الثقيلة. وتابع المشاهدون في الجزء الأول مرور نماذج من دبابات تي ـ 34 الشهيرة، التي لعبت دوراً أساسياً في المعارك بين السوفيت والنازيين.
أما في الجزء الثاني، مرت معدات حديثة بينها صواريخ «توبول» و«اسكندر» العملاقة وطائرا «سوخوي 27» و«ميغ 29». وسيغلق المجال الجوي فوق موسكو لمدة ساعة ليتاح لعشرات الطائرات من الاستعراض في الساحة الحمراء (أ ف ب) والمروحيات بالمشاركة في العرض.
أُقيمت في عام 2020 في محافظة موسكو، كاتدرائية عسكرية باسم قيامة المسيح لتكريم قيامة يسوع، وهي «مكرسة للذكرى 75 للنصر في الحرب الوطنية العظمى، فضلًا عن المآثر العسكرية للشعب الروسي في جميع الحروب».

## اقرأ أيضا
- الحرب الوطنية العظمى